# كلوديت روجرز روبنسون
كلوديت روجرز روبنسون (بالإنجليزية: Claudette Rogers Robinson)‏ هي مغنية أمريكية، ولدت في 1 سبتمبر 1942 في نيو أورلينز في الولايات المتحدة.

## وصلات خارجية
- كلوديت روجرز روبنسون على موقع ميوزك برينز (الإنجليزية)
- كلوديت روجرز روبنسون على موقع ديسكوغز (الإنجليزية)